# San José Valtierra
San José Valtierra är en ort i Mexiko.   Den ligger i kommunen Chapultenango och delstaten Chiapas, i den sydöstra delen av landet, 700 km öster om huvudstaden Mexico City. San José Valtierra ligger 1 172 meter över havet och antalet invånare är 126.
Terrängen runt San José Valtierra är bergig åt nordost, men åt sydväst är den kuperad. Terrängen runt San José Valtierra sluttar norrut. Runt San José Valtierra är det ganska tätbefolkat, med 90 invånare per kvadratkilometer. Närmaste större samhälle är Tapilula, 7,8 km sydost om San José Valtierra. I omgivningarna runt San José Valtierra växer i huvudsak städsegrön lövskog.